# دومينيون نيوزيلندا
كانت دومينيون نيوزيلندا (بالإنجليزية: Dominion of New Zealand، بالماورية: Te Tominiana o Aotearoa) الخلف التاريخي لمستعمرة نيوزيلندا. كانت ذات نظام ملكي دستوري بمستوى عال من الحكم الذاتي ضمن الإمبراطورية البريطانية.
أصبحت نيوزيلندا مستعمرة مستقلة تابعة للتاج البريطاني عام 1841 وحصلت على نظام حكم يُعرف باسم الحكومة المسؤولة وفقًا لوثيقة دستور عام 1852. اختارت نيوزيلندا ألّا تنضم إلى اتحاد أستراليا وأصبحت دومينيون نيوزيلندا في 26 سبتمبر عام 1907، وهو يوم الدومينيون، بموجب إعلان صادر عن الملك إدوارد السابع. كانت صفة الدومينيون بمثابة علامة عامة على الاستقلال السياسي الذي تطور على مدى نصف قرن من الزمن بواسطة حكومة مسؤولة.
عاش في نيوزيلندا أقل بقليل من مليون شخص عام 1907 وكانت مدن مثل أوكلاند وويلينغتون تنمو بشكل متسارع. سمحت دومينيون نيوزيلندا للحكومة البريطانية بأن تُشكل لها سياستها الخارجية، وتبعت بريطانيا إلى الحرب العالمية الأولى. خَلُصت المؤتمرات الإمبراطورية لعام 1923 وعام 1926 بأنه يجب السماح لنيوزيلندا بالتفاوض على معاهداتها السياسية الخاصة، وأُقرّت أول معاهدة تجارية عام 1928 مع اليابان. حين اندلعت الحرب العالمية الثانية عام 1939 اتخذت الحكومة النيوزيلندية قرارها الخاص بدخول الحرب.
في الفترة التي تلت الحرب، أُهمل مصطلح الدومينيون. مُنح الاستقلال الكامل وفقًا لتشريع وستمنستر عام 1931 واتخذه البرلمان النيوزيلندي عام 1947. لكن الإعلان الملكي لعام 1907 الذي أعطى صفة الدومينيون، لم يُلغ أبدًا ولا يزال ساريًا حتى اليوم.

## مرتبة الدومينيون

### النقاش
أُثيرت فكرة تغيير المرتبة من قِبل رأي رؤساء وزراء المستعمرات ذات الحكم الذاتي التابعة للإمبراطورية البريطانية، بأنه كان من الضروري وجود مصطلح جديد لتمييزهم عن المستعمرات التي لا تتمتع بالحكم الذاتي. في المؤتمر الإمبراطوري لعام 1907، جادل البعض بأنه يجب تعيين المستعمرات ذات الحكم الذاتي التي لم تُلقب «دومينيون» (مثل كندا) أو «كومنولث» (مثل أستراليا) بشيء من قبيل لقب «دولة الإمبراطورية». بعد جدال طويل في علم المعاجم، تقرّر مصطلح «الدومينيون».
عقب مؤتمر عام 1907، وافق مجلس نواب نيوزيلندا على اقتراح يُطلب فيه بكل احترام أن «يأخذ الملك إدوارد السابع مثل هذه الإجراءات حسبما يراه ضروريًا» لتغيير تسمية نيوزيلندا من مستعمرة نيوزيلندا إلى دومينيون نيوزيلندا.
قال رئيس الوزراء السير جوزيف وارد أن اعتماد تسمية الدومينيون، «يرفع من مكانة نيوزيلندا» و«... ليس له أي أثر آخر سوى تقديم الخير للبلاد». امتلك وارد أيضًا طموحات إقليمية إمبراطورية. أمِل أن التسمية الجديدة ستذكر العالم أن نيوزيلندا لم تكن جزءًا من أستراليا، بل هي بلدٌ اعتقد أنه «المركز الطبيعي لحكومة جنوب المحيط الهادي».
قوبلت مكانة الدومينيون بالمعارضة الشديدة من قِبل قائد المعارضة بيل ماسي، إمبريالي مندفع، الذي اعتقد بأن هذا التغيير سيؤدي إلى مطالب بزيادات في أجر نائب الملك والأجور الوزارية.

### البلاغ الملكي
أُصدر بلاغ ملكي يمنح نيوزيلندا تسمية «الدومينيون» في 9 سبتمبر عام 1907. في 26 سبتمبر قرأ رئيس الوزراء، السير جوزف وارد، البلاغ من سلّم البرلمان:
إدوارد آر. وآي. اعتبارًا لما لدينا حول التماس أعضاء المجلس التشريعي لمستعمرتنا نيوزيلندا ومجلس نوابها، قررنا أنه يجوز استبدال اسم مستعمرة نيوزيلندا بلقب دومينيون نيوزيلندا، فإننا بناءً على مشورة مجلس الملك الخاص اعتقدنا أنه من الملائم إصدار بلاغنا الملكي هذا وأننا نفرض ونعلن ونأمر أنه في اليوم السادس والعشرين من شهر سبتمبر، من عام ألف وتسعمئة وسبعة وما بعده، ستُدعى مستعمرة نيوزيلندا السالفة للذكر والأرض التي تنتمي إليها، دومينيون نيوزيلندا وستُعرف به. ونحن بموجب هذا وبناءً عليه نُعطي أوامرنا لكل الدوائر العامة. مُنحت من بلاطنا في قصر باكنغهام، في اليوم التاسع من شهر سبتمبر، في عام ألف وتسعمئة وسبعة بعد الميلاد، وفي العام السابع من حكمنا. فليحفظ الرب الملك.

### الأثر والاستقبال
مع اكتساب صفة الدومينيون، أصبح أمين خزانة المستعمرة وزيرًا للمالية وأُعيد تسمية مفوضية أمانة المستعمرات بوزارة الشؤون الداخلية. عيّن إعلان 10 سبتمبر أيضًا أعضاء مجلس النواب باسم «إم.بّي.» (عضو برلمان). كانوا معينين سابقًا باسم «إم. إتش. آر» (عضو مجلس النواب).
أُصدرت براءات تمليك لتأكيد تغيير مكانة نيوزيلندا، أُعلن فيها بأنه: «سيكون هناك حاكم وقائد عام في دومينيون نيوزيلندا». سمحت صفة الدومينيون لنيوزيلندا بأن تصبح مستقلة تقريبًا، مع الإبقاء على الملك البريطاني كرأس للدولة، ممثلًا بواسطة حاكم مُعيّن بالتشاور مع حكومة نيوزيلندا. بقيت السيطرة على شؤون الدفاع، والتعديلات الدستورية، والشؤون الخارجية (جزئيًا) لدى الحكومة البريطانية.
اعتقد جوزيف وارد أن النيوزيلنديين «سيشعرون بالكثير من السرور والامتنان» مع اللقب الجديد. على أي حال، قابل عامة الشعب صفة الدومينيون بحماس فاتر، إذ كان غير قادرٍ على تبيان أي اختلاف عملي. رمّزت مرتبة الدومينيون تحول نيوزيلندا إلى الحكم الذاتي، لكن هذا التغير لم يُنجز عمليًا إلا بعد تشكيل أول حكومة مسؤولة في خمسينيات القرن التاسع عشر.

ذكر المؤرخ كيث سنكلير لاحقًا:
... أحدث تغيّر اللقب، الذي لم يكن هناك مطالبة بشأنه، اهتمام شعبي قليل. اعتُبر إلى حد كبير عرضًا شخصيًا لوارد ... كان شكليًا فحسب.
وفقًا للسيدة سيلفيا كارترايت، الحاكم العام الثامن عشر لنيوزيلندا، في خطابٍ لها عام 2001:
مر هذا الحدث بغير تقدير نسبيًا. حظي بتعقيب قليل من قِبل الشعب. هذا يوضح أنه يجب فهم ما يُعتبر اليوم كنقلة دستورية نوعية، ضمن سياقه التاريخي. لم يتحمس الشعب في نيوزيلندا وقتها لمكانة الدومينيون، رغم إصدار براءات تمليك وتعليمات ملكية جديدة عام 1907، وإلغاء قانون الطبقات الذي كان يُسعد الملك، كما هو متوقع من أمة شابة يُفترض أنها سعت إلى الاستقلال.
في عام 1917، أُصدرت براءات التمليك مرة أخرى تُعين الحاكم باسم «الحاكم العام». كان القصد من التغييرات في لقب نائب الملك عكس مكانة الحكم الذاتي لنيوزيلندا ذات بصورة أكمل. شكلت براءات التمليك لعام 1917 منصب «الحاكم العام والقائد العام لدومينيون نيوزيلندا».
ظل العلم الوطني نفسه، الذي يصور علم الاتحاد البريطاني. حتى عام 1911 استخدمت نيوزيلندا شعار النبالة الملكي البريطاني على كل الوثائق الرسمية والمباني العامة، لكن، بناءً على مكانتها الجديدة صُمم شعار نبالة خاص لنيوزيلندا. أُصدر تفويض ملكي يمنح رايات نبالة بدعامتين في 26 أغسطس عام 1911 ونُشر في نيوزيلاند غازيت في 11 يناير عام 1912.
رغم المكانة الجديدة، كان هناك بعض المخاوف عام 1919 حين وقع رئيس الوزراء بيل ماسي معاهدة فرساي (مُعطيًا نيوزيلندا عضوية في عصبة الأمم). كان هذا الإجراء نقطة تحول في تاريخ نيوزيلندا الدبلوماسي، إذ يشير إلى امتلاك الدومينيون درجة من السيطرة على شؤونها الخارجية. لم يراها ماسي شخصيًا كإجراء رمزي وكان يُفضل حفاظ نيوزيلندا على دور خاص ضمن الإمبراطورية.